# Charles Gabet (librettiste)
Pour les articles homonymes, voir Charles Gabet et Gabet.
Émile Étienne Charles Gabet (1821-1903) est un auteur dramatique et librettiste français.

## Éléments biographiques
Né à Paris le 16 mai 1821, il est le fils de l'artiste peintre Charles Gabet et de son épouse Françoise Ursine Eugénie Viquesnel.
Il mène en parallèle une double carrière de commissaire de police du quartier de la Porte-Saint-Martin (celui des théâtres des boulevards Saint-Martin et de Strasbourg), et d'auteur dramatique, que lui facilite sans doute sa fréquentation des gens du spectacle. Il intègre tôt le monde du théâtre et y collabore, comme auteur de pièces et de livrets, avec plusieurs des plumes importantes de son temps : Alexandre Dumas, Clairville et Adolphe d'Ennery. Il parodie aussi Victor Hugo en composant un malicieux Ruy-Black démarqué de Ruy Blas.
Il meurt le 15 janvier 1903 dans le 10e arrondissement de Paris, à son domicile situé 89, rue du Faubourg-Saint-Martin.

## Œuvres

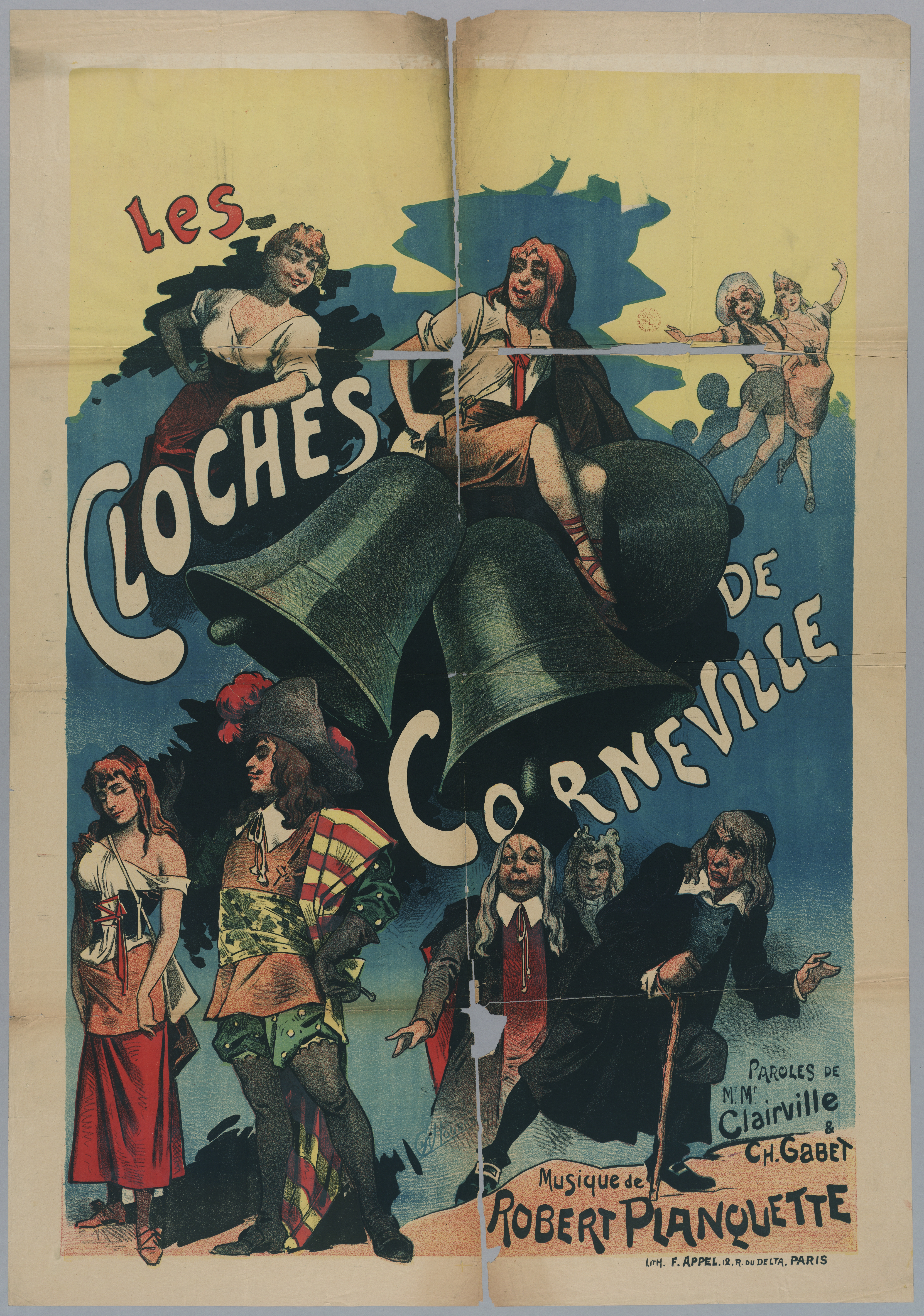
Affiche pour Les Cloches de Corneville.

- Le Socialisme, à-propos burlesque mêlé de couplets (première représentation au Spectacle-Concert le 24 décembre 1848)
- Un pacha dérangé, vaudeville en 1 acte, en collaboration avec A. de Jallais (première représentation au théâtre des Délassements-Comiques le 25 août 1853)
- Un système conjugal, comédie-vaudeville en un acte, en collaboration avec Adolphe d'Ennery (1854)
- Allez-vous-en, gens de la noce, pochade en 1 acte mêlée de couplets, en collaboration avec A. de Jallais (première représentation au théâtre du Vaudeville le 14 octobre 1854)
- Le Palais de Chrysocale, ou les Exposants et les Exposés, contre-exposition de l'Exposition, mêlée de couplets, en collaboration avec Clairville (première représentation au théâtre des Variétés le 23 juillet 1855)
- Les Compagnons de Jéhu, drame en 5 actes et 15 tableaux tiré du roman d'Alexandre Dumas, mis en musique par Fossey (première représentation au théâtre de la Gaîté le 2 juillet 1857).
- Cœur qui soupire…, opérette en 1 acte, mis en musique par Fossey… (première représentation au théâtre de la Gaîté le 12 juin 1858)
- La Bouteille à l'encre, féerie en 3 actes et vingt tableaux (première représentation au théâtre des Délassements-Comiques le 4 septembre 1858)
- La Femme de Valentino, vaudeville en 1 acte (première représentation au théâtre des Délassements-Comiques le 22 février 1859)
- La Conquête de la paix, hymne patriotique (1859)
- Le Mérite des femmes, comédie-vaudeville en 1 acte (première représentation au théâtre des Délassements-Comiques le 5 novembre 1862)
- Une nourrice sur lieu, comédie-vaudeville en 1 acte (première représentation au théâtre de l'Ambigu le 15 mars 1869)
- Les Griffes du Diable, pièce fantastique en 3 actes et 12 tableaux, imitée de Sedaine, en collaboration avec Clairville (première représentation au théâtre des Menus Plaisirs le 18 avril 1872)
- Ruy-Black, ou les Noirceurs de l'amour, parodie en 1 acte et 2 tableaux, en vers et en prose (première représentation au théâtre des Folies Bergère le 20 avril 1872)
- Coupe de cheveux à 50 centimes, esquisse de la vie parisienne en 1 acte (première représentation au théâtre de la Renaissance le 30 mai 1873)
- Le Pantalon de Casimir, opérette en 1 acte, mis en musique par J. de Billemont (première représentation au Concert de l'Eldorado le 31 mai 1873)
- Le Trésor des dames, pièce en 1 acte (première représentation au théâtre des Folies-Dramatiques le 8 août 1873)
- Le Nouvel Achille, pièce en 1 acte (première représentation au théâtre des Folies-Dramatiques le 25 juin 1874)
- Les Billets doux, comédie en 1 acte (première représentation au théâtre des Folies-Dramatiques le 26 août 1876)
- Les Cloches de Corneville, opéra-comique en trois actes et quatre tableaux et un ballet, en collaboration avec Clairville et mis en musique par Robert Planquette (première représentation au théâtre des Folies-Dramatiques le 19 avril 1877)
- L'Avocat des maris, comédie en 1 acte (première représentation au théâtre des Bouffes-Parisiens le 12 janvier 1880)
- Vendredi 13 (1895)